# Yoson An
Yoson An (Chino: 安柚鑫; 23 de junio de 1992) es un actor y cineasta chinoneozelandés.

## Primeros años
Nació en Macao y creció aprendiendo inglés en una escuela internacional allí. Siguiendo a sus padres, se mudó a Auckland cuando tenía 7 años. Tiene tres hermanas menores, una de las cuales nació en Auckland cuando tenía 13 años. Habla cantonés y mandarín con fluidez, pero solo puede reconocer algunos caracteres Han y no puede escribir chino. Tenía una exnovia de Taiwán que pulió su mandarín, lo que le ayudó a conseguir trabajos.
Fue educado en el Colegio Saint Kentigern en Pakuranga Auckland, estudió música y formó parte de muchas producciones escolares.

## Carrera
Comenzó a actuar en la pantalla en 2012 en pequeños proyectos antes de obtener su primera gran oportunidad con Ghost Bride. Finalmente decidió mudarse a Australia para buscar más oportunidades. "Siento que Australia tiene más oportunidades para que los actores no blancos entren en la industria cinematográfica que nosotros en Nueva Zelanda... También creo que Australia tiene muchos más actores en general que nosotros en Nueva Zelanda... [ SBS es] conocido por tener una representación multicultural precisa de Australia en la pantalla". Yoson fue elegido para Dead Lucky, que considera una gran oportunidad para él, ya que es un papel principal importante con Rachel Griffiths. Dio el salto al cine estadounidense con la película de Walt Disney Pictures de 2020 Mulan, que lo reunió con su coprotagonista de Dead Lucky, Xana Tang.

## Vida personal
Es cinturón negro en kárate y también practica kickboxing, ninjutsu, levantamiento de pesas y levantamiento de pesas olímpico.

## Filmografía
| Año  | Título                                           | Papel                                       | Notas                                                          |
| ---- | ------------------------------------------------ | ------------------------------------------- | -------------------------------------------------------------- |
| 2013 | The NoteBook                                     | Blythe                                      | Cortometraje                                                   |
| 2013 | Ghost Bride                                      | Jason                                       |                                                                |
| 2014 | Bemuse                                           |                                             | Productor ejecutivo; Cortometraje                              |
| 2016 | Crouching Tiger, Hidden Dragon: Sword of Destiny | Boxeador #2                                 | También asistente de casting de extras                         |
| 2018 | Between the Parallel                             |                                             | Director, productor ejecutivo, escritor y editor; Cortometraje |
| 2018 | The Meg                                          | Piloto de Helicóptero de Noticias Chinas #1 |                                                                |
| 2018 | Mortal Engines                                   | El Mayor Chen                               |                                                                |
| 2018 | Mega Time Squad                                  | Wen                                         |                                                                |
| 2020 | Weirdoes                                         | David                                       |                                                                |
| 2020 | Mulan                                            | Chen Honghui                                |                                                                |
| 2023 | Plane                                            | Samuel Dele                                 |                                                                |

| Año  | Título           | Papel          | Notas                        |
| ---- | ---------------- | -------------- | ---------------------------- |
| 2014 | Flat3            | Yoson          | Serie Web                    |
| 2014 | Grace            | Ricky          | Miniseries                   |
| 2018 | Dead Lucky       | Charlie Fung   | Reparto principal            |
| 2019 | Fresh Eggs       | Justin         | Reparto principal            |
| 2019 | Tales of Nai Nai | Shizi (voz)    | Episodio: "Parece dramático" |
| 2020 | The Luminaries   | Sook Yongsheng |                              |

| Año  | Título        | Papel  |
| ---- | ------------- | ------ |
| 2012 | Path of Exile | Tasuni |

## Teatro
| Año  | Título                      | Papel | Notas                    |
| ---- | --------------------------- | ----- | ------------------------ |
| 2015 | The Mooncake and the Kumara | Yee   | Dirigida por Katie Wolfe |